# Kloster Bloomkamp
Das Kloster Bloomkamp (niederländisch Bloemkamp, auch Oudklooster = „altes Kloster“, lateinisch floridus campus, westfriesisch Aldekleaster, Gronings Oldeklooster) war eine Zisterzienserabtei in den Niederlanden. Es lag in Hartwerd in der Gemeinde Wûnseradiel nordöstlich von Bolsward in der Provinz Friesland.

## Geschichte
Das Kloster wurde auf Grund einer Stiftung der Brüder Tethardus, Herdradus und Syboldus von Kloster Klaarkamp aus um das Jahr 1190 (die Angaben schwanken bis 1192) gegründet und besiedelt und von Balduin von Holland, dem Bischof von Utrecht, geweiht. Tethardus wurde der erste Abt des Klosters; Herdradus Prior. Zweiter Abt war Wighardus. Das Kloster erhielt das Patronat über die Kirche von Scharnegoutum und auch neugewonnenes Land an der Middelzee (Zuidersee). Der Name Oldeklooster wurde zur Unterscheidung von einem bei Sneek gegründeten Nonnenkloster (Nijeklooster) gebräuchlich. Bei dem Konflikt zwischen Schieringern und Vetkopern ergriff das Kloster die Partei der Schieringer. Vor allem der zwölfte Abt, Meikulpus, galt als kriegsbegeistert. So griffen die Mönche von Bloomkamp 1347 erfolglos das Kloster Pingjum an. Im Kloster wurde 1345 Wilhelm VI., Graf von Holland, begraben. Auch Renicus Camga, der 1377 Abt in Oldeklooster wurde, galt als sehr kriegerisch und lebte in Feindschaft mit den Mönchen von Ludingakerk, die der Partei der Vetkooper angehörten. Kriegerische Auseinandersetzungen mit den Mönchen von Ludingakerk (1380 und 1420) sowie mit den Bürgern von Bolsward führten zum Niedergang des Klosters. Auch die große Flut des Jahrs 1464 fügte den Ländereien des Klosters großen Schaden zu. In der Folgezeit wurde im Kloster eine Bibliothek, ein Krankenhaus und ein Sommerhaus für die Mönche eingerichtet. Das Kloster nahm wieder einen Aufschwung. 1499 wurde Abt Petrus Poppingawier zum Mitglied des Hohen Rats von Friesland bestellt. 1515 wurde das Kloster vom Schwarzen Haufen besetzt, bis dieser von Truppen des Obersten Lenard Swartsenburg vertrieben wurde. Es wurde 1535 von den Täufern erobert, die aber bald von Truppen unter Georgius Schenck, dem Statthalter von Friesland, besiegt und hingerichtet wurden. 1572 wurde das Kloster verwüstet, hielt sich aber noch bis 1579. In diesem Jahr wurde der Abt gefangen genommen und der reformierte Gottesdienst wurde in Friesland eingeführt. Die Klostergüter nahm das Land in Beschlag, die Ländereien wurden in der Folgezeit verkauft.

## Heutige Anlage und Bauten
Von den Klostergebäuden hat sich, soweit ersichtlich, nichts erhalten. Der Ortsname Oldeclooster ist allerdings noch in Gebrauch. 